# 上蒜镇
上蒜镇是中国云南省昆明市晋宁县下辖的一个镇。原为上蒜乡，2009年撤乡设镇。

## 行政区划
上蒜镇共辖15个行政村，分别是：
下石美村、石寨村、河泊村、金沙村、牛恋村、小朴村、宝兴村、竹园村、上蒜村、三多村、柳坝村、科地村、段七村、洗澡塘村和鲁纳村。